# Taschen
Taschen è una casa editrice tedesca di libri d'arte, fondata nel 1980 a Colonia da Benedikt Taschen.

## Attività
Iniziò la sua attività come Taschen Comics, pubblicando la grande collezione di comics del fondatore. Taschen ha avuto un ruolo considerevole nel rendere accessibili al pubblico dei grandi circuiti librari certe manifestazioni meno visibili dell'arte, incluse raffigurazioni feticiste, arte queer, immagini d'erotismo d'epoca, pornografia e riviste per adulti (inclusi libri a più mani con il magazine Playboy). Taschen ha contribuito a portare queste forme di arte alla fruizione di un pubblico più ampio, pubblicando questi volumi potenzialmente controversi parallelamente alle più convenzionali ristampe di comics, fotografia artistica, pittura, design, moda, storia della pubblicità, cinema, e architettura.

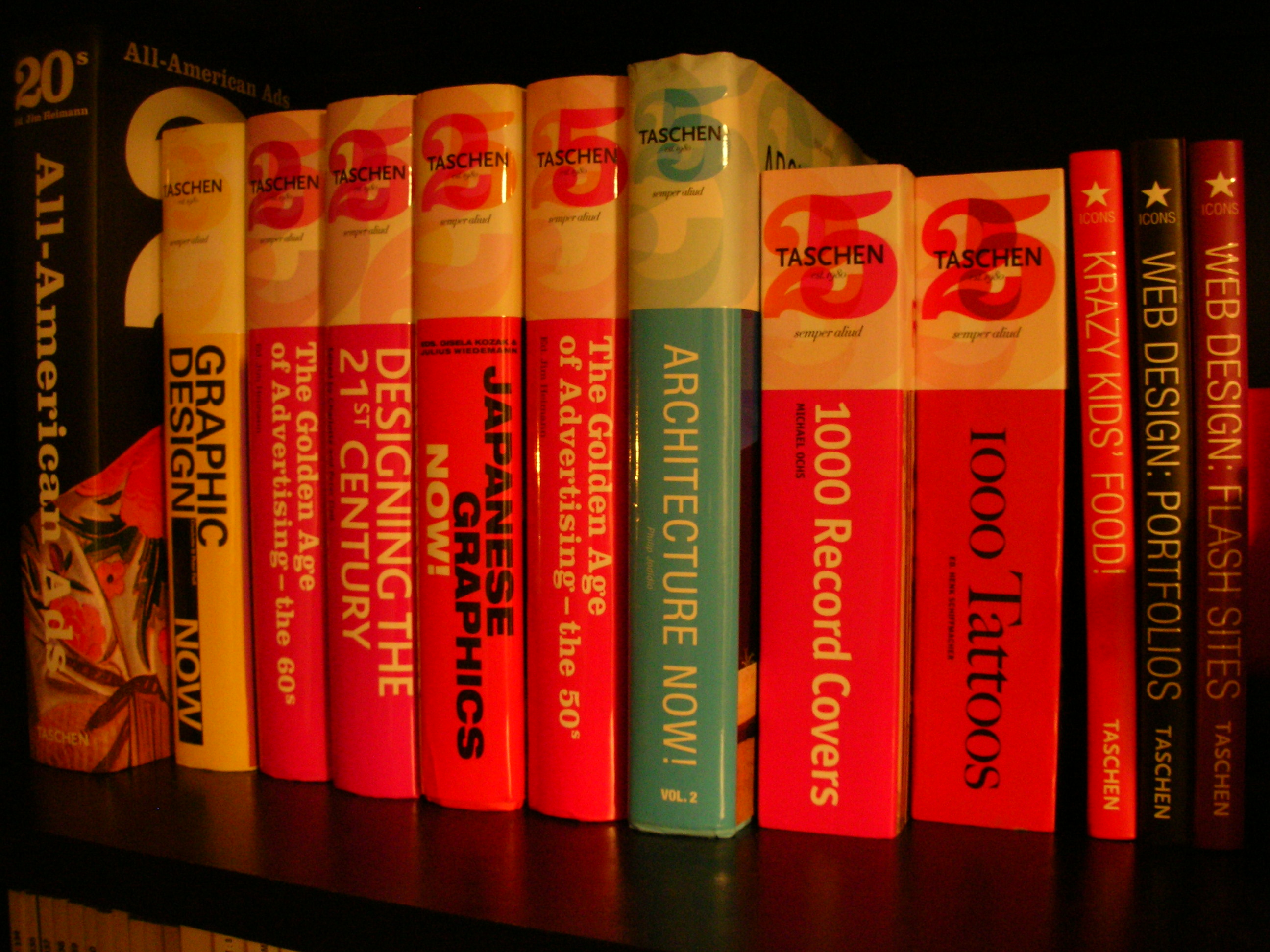
Libri pubblicati da Taschen

Le sue pubblicazioni sono disponibili in una varietà di formati, dai voluminosi tomi che trattano in dettaglio l'opera omnia di Leonardo Da Vinci, a libri sorprendentemente insoliti di medio taglio, fino alla collana editoriale Icons, con i suoi volumetti "flexicover" che sintetizzano i temi più disparati, dalle vecchie pubblicità di Las Vegas fino al nudo maschile. La Taschen ha anche prodotto calendari, agende, e cartoline di soggetti popolari.
La mission esplicita della casa editrice è quella di pubblicare libri d'arte innovativi, splendidamente concepiti, a prezzi accessibili. La collana Icons, ad esempio, pubblica molti nuovi volumi all'anno che, con un prezzo di circa 10 dollari, sono a buon mercato nell'ambito della pubblicazione di collezioni d'arte. Dello stesso stile è la collana Taschen Basic Architecture, che comprende alcuni dei più eminenti architetti della storia, come Frank Lloyd Wright. Un'altra serie popolare è la Taschen Basic Art, che annovera circa 80 volumi, ciascuno dedicato a un diverso artista, spaziando da personaggi come Michelangelo fino ad artisti più recenti come Norman Rockwell.
Ha inoltre pubblicato il secondo tra i libri più costosi nella storia dell'editoria: il volume GOAT (Greatest of All Time), un tributo a Muhammad Ali, di 700 pagine e un prezzo di 12.500 dollari, che lo Spiegel ha definito «la cosa più grande, ponderosa, brillante mai pubblicata nella storia del mondo civilizzato». Ha anche pubblicato la retrospettiva di Helmut Newton, Sumo, da 1.500 dollari, e il volume Araki in edizione limitata da 2.500 dollari.

## Librerie

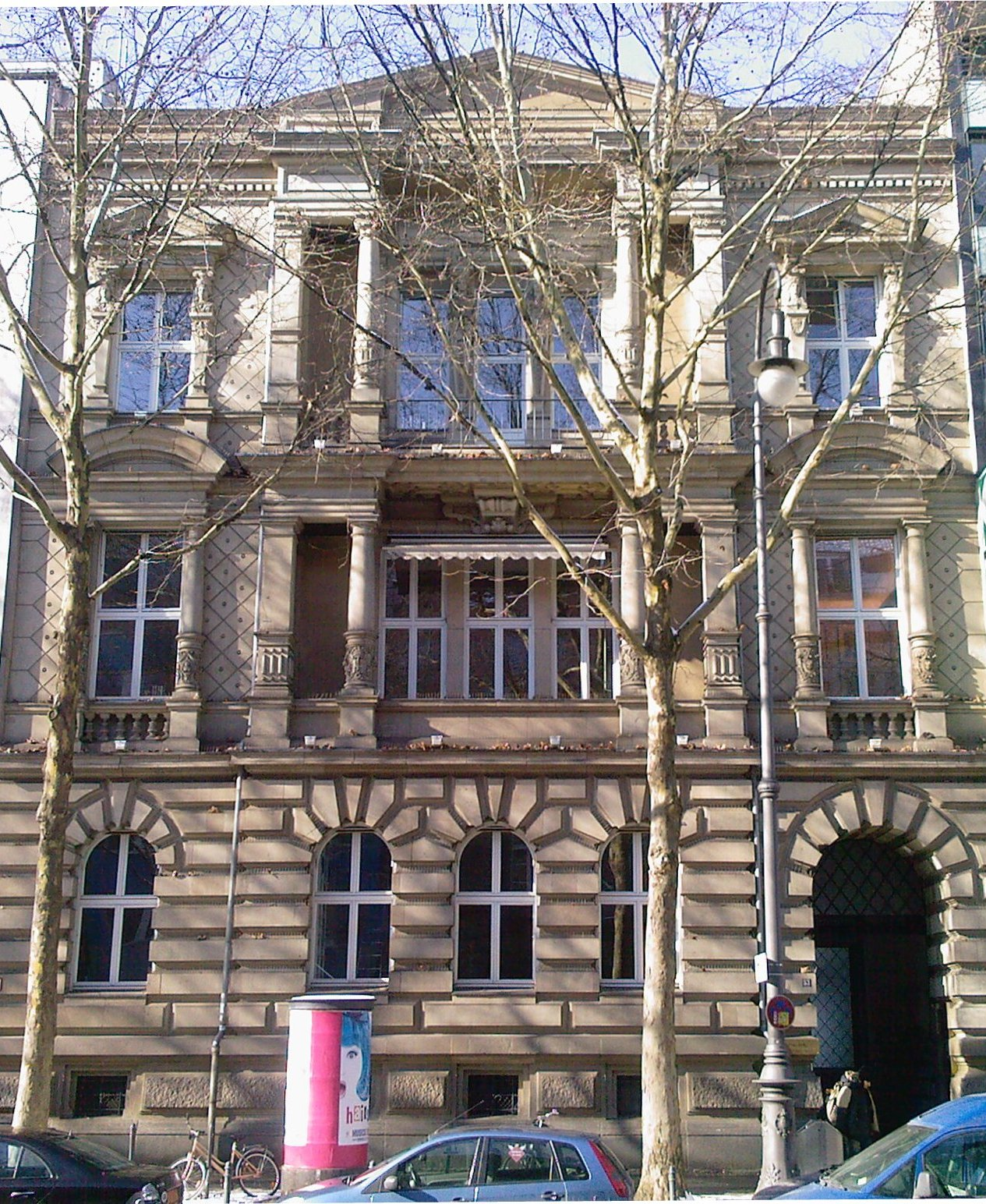
Quartier generale della Taschen, Colonia, Germania.

Negozi della catena di librerie Taschen sono presenti 
- Berlino, (Friedrichstraße 180-184)
- Beverly Hills, (354 N. Beverly Drive)
- Bruxelles, (Grote Zavelplein)
- Colonia, (Hohenzollernring 28)
- Copenaghen, (Østergade 2A)
- Hollywood, (6333 W. 3rd Street)
- Londra, (12 Duke of York Square)
- Madrid, (C/ del Barquillo 30)
- Miami, (1111 Lincoln Road)
- Milano, (via Meravigli 17)
- New York, (107 Greene Street)
- Parigi, (rue de Buci 2)

## Esempi di pubblicazioni
- Eric Kroll, Best of Bizarre, Taschen, 2001, ISBN 3-8228-5555-3.
- Eric Kroll, Bizarre: The Complete Reprint of John Willie's Bizarre, 26 voll., Taschen, 1996, ISBN 3-8228-9269-6.
- Benedikt Taschen e Howard L. Bingham, GOAT, Taschen, 2004, ISBN 3-8228-1627-2.
- Helmut Newton, SUMO, Taschen, 2000, ISBN 3-8228-6394-7.
- Hunter S. Thompson, The Curse of Lono, Taschen, 2005, ISBN 3-8228-4897-2.

### Esempi di pubblicazioni in italiano
- Hans-Michael Koetzle, Fotografi A-Z, Taschen, 2011, ISBN 978-3-8365-2567-1.
- Charlotte Fiell  e Peter Fiell, Design Now, Taschen, 2008, ISBN 978-3-8228-5268-2.
- Noel Daniel, Le fiabe di Hans Christian Andersen, 2017, ISBN 978-3-8365-6480-9.